# Seo Hyun-deok
Seo Hyun-deok (Koreaans: 서현덕; Seoel, 9 mei 1991) is een Zuid-Koreaans voormalig professioneel tafeltennisser. Hij speelt linkshandig met de shakehand-grip.

## Belangrijkste resultaten
- Brons in het mannen dubbelspel op de wereldkampioenschappen 2015 met Lee Sang-su.